# Oberhavel Verkehrsgesellschaft
La Oberhavel Verkehrsgesellschaft mbH è una azienda di trasporto pubblico del circondario dell'Oberhavel, nel Brandeburgo, in Germania.
Con 43 linee e con 85 autobus, trasporta annualmente circa 6 Milioni di passeggeri.
L'azienda, insieme alla BVG, controlla 2 linee di autobus, il 136 (Heerstraße/Gatower Straße-Aalemannufer-S Hennigsdorf) e il 107 (S Hermsdorf-Hermann Hesse Straße-Schildow Kirche), nella linea 136, la maggior parte delle corse da Heerstraße/Gatower Straße a S Hermsdorf sono controllate dalla OVG, stessa cosa per il 107 da Hermann Hesse Straße a Schildow Kirche.
La OVG, oltre al normale servizio di trasporto pubblico, offre anche la possibilità di noleggiare un veicolo per viaggi speciali (viaggi scolastici, viaggi di pensione, ecc.), questo la rende una delle poche aziende di trasporti pubblici del Brandeburgo ad offrire questo tipo di servizio.

## Storia

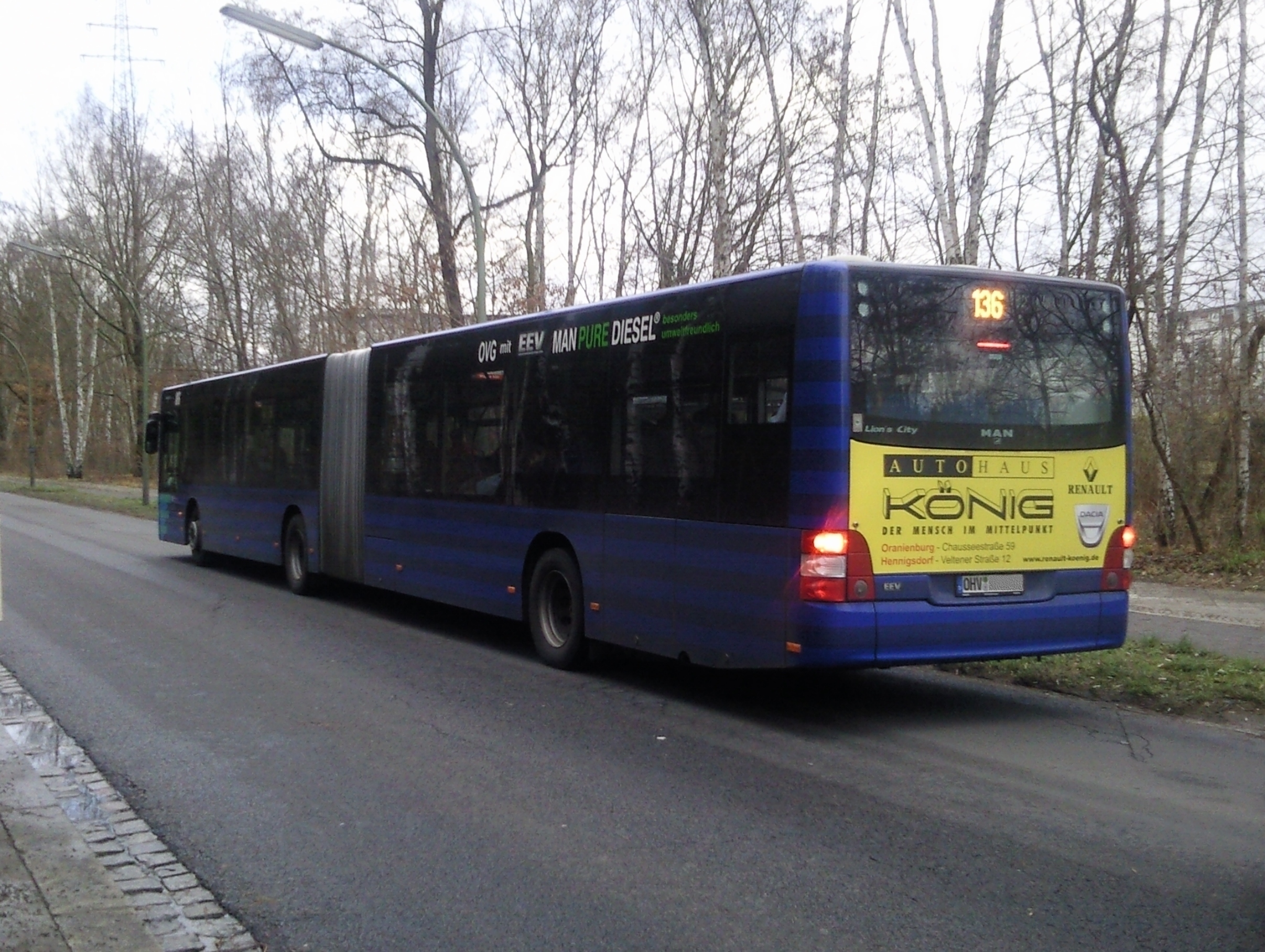
Bus della OVG sulla linea 136 a Spandau

L'azienda è stata fondata in occasione della creazione del circondario dell'Oberhavel e della soppressione del circondario di Gransee, perciò, l'azienda del trasporto pubblico del circondario di Gransee (Personennahverkehrsgesellschaft des Kreises Gransee) è stata unita con la OVG.

## Linee
La OVG gestisce 43 linee, tutte diurne.